# The Dark Crystal
The Dark Crystal (en España, Cristal oscuro; en Hispanoamérica, El cristal encantado) es una película británico-estadounidense de fantasía oscura estrenada en 1982, dirigida por Jim Henson (creador de los muppets) y Frank Oz.
Se trata del primer largometraje realizado exclusivamente con marionetas y escenarios móviles. Su diseño corrió a cargo de Brian Froud, ilustrador del libro El mundo del cristal oscuro (The World of the Dark Crystal), publicado en inglés el mismo año del estreno de la cinta.
Además de tener en cuenta su elevado presupuesto, cifrado en unos veinticinco millones de dólares, se necesitó más de cinco años en materializar el guion, en completar los decorados y confeccionar las marionetas, a lo que se sumó la complejidad de las veintiocho semanas de rodaje, pues el grupo de especialistas que accionaba las marionetas debía ocultarse permanentemente para no salir en cuadro.
La obra logró un considerable éxito de taquilla. De acuerdo con los datos oficiales, alcanzó la decimosexta posición entre las más vistas de 1982 en Estados Unidos y fue la más taquillera en Francia y Japón durante 1983. Con el paso del tiempo, ha llegado incluso a convertirse en una película de culto dentro del género fantástico.
En la Convención Internacional de Cómics de San Diego de 2007 se debatió acerca de una posible secuela cinematográfica titulada El poder del cristal oscuro (The Power of the Dark Crystal), cuyo estreno se esperaba para 2008 y tuvo que posponerse hasta 2013, pero finalmente el proyecto no pudo llevarse a cabo.
En mayo de 2017 se confirmó la producción de una precuela en forma de serie, que se estrenó en Netflix el 30 de agosto de 2019 bajo el título de Cristal Oscuro: La era de la resistencia. La trama se desarrolla varios años antes de lo acontecido en la película original y la acción está ambientada en el planeta Thra, cuando tres gelflings descubren el horripilante secreto que se esconde tras el poder que ostentan los skekses y emprenden un viaje para rescatar su mundo.
Además esta película inspiró a Hironobu Sakaguchi padre de la franquicia de Final Fantasy a crear Final Fantasy IX del año 2000, en ese juego se puede ver claramente en algunos diseños y escenarios que tomó inspiración de esta película.[cita requerida]

## Argumento
En otro mundo, en otro tiempo, en la era de la maravilla... unos seres llamados urskeks vivían tranquilos en el planeta Thra hasta que se fragmentó su más preciado tesoro: el Cristal de la Verdad (fuente central de armonía, paz y sabiduría). A partir de entonces, todo cambió. Los urskeks se dividieron en dos razas: los místicos (sabios apacibles que vivían en continua meditación apartados de la sociedad) y los skekses o, según el doblaje en español de Hispanoamérica, skeksis (malvados que gobernaban en el castillo del cristal y extraían la esencia vital de los podlings que esclavizaban). Los dos pueblos guardaban una interconexión existencial: cuando un místico fallecía o sufría alguna enfermedad o herida, a su skekse correspondiente le deparaba el mismo destino inmediato, y viceversa.

Muestra de un místico

La trama comienza cuando ya han transcurrido mil años después de la rotura del cristal y solo quedan diez miembros de cada raza dominante. Según una profecía, cuando se produjera una conjunción de los tres soles, un joven elfo perteneciente al clan de los gelflings restauraría el cristal oscuro y, así, acabaría con el mal para siempre. Con la intención de que esta profecía no llegara a cumplirse, los perversos skekses se encargaron de exterminar a todo el clan élfico. Sin embargo, los místicos pudieron rescatar y criar al último superviviente gelfling, llamado Jen, al que enseñaron toda su sabiduría y le encomendaron la heroica tarea de reparar el cristal oscuro para devolverle su resplandor. En su misión, además de contar con la ayuda de la bruja Aughra, Jen conocerá a Kira (una gelfling que logró sobrevivir gracias a los podlings) y, junto a su fiel mascota Fizzgig, vivirán una fantástica aventura.
Este argumento, extraído de la propia imaginación de Jim Henson, consigue envolver al espectador en un cuento de fantasía repleto de magia y acción. En cierto modo, tiene reminiscencias de otras historias semejantes, como la de El señor de los anillos.

## Premios y nominaciones
| Fecha | Ceremonia de entrega                                          | Categoría del premio                                | Resultado |
| ----- | ------------------------------------------------------------- | --------------------------------------------------- | --------- |
| 1983  | IV Festival de Cine Imaginario y de Ciencia Ficción de Madrid | Mejor película (premio del jurado)                  | Ganadora  |
| 1983  | IV Festival de Cine Imaginario y de Ciencia Ficción de Madrid | Mejor película (premio del público)                 | Ganadora  |
| 1983  | XI Festival Internacional de Cine Fantástico de Avoriaz       | Mejor película (Gran Premio)                        | Ganadora  |
| 1983  | X Premios Saturno                                             | Mejor película de fantasía                          | Ganadora  |
| 1983  | X Premios Saturno                                             | Mejores efectos especiales                          | Nominada  |
| 1983  | X Premios Saturno                                             | Mejor cartel y diseño                               | Nominada  |
| 1983  | XXVI Premios Hugo                                             | Mejor representación dramática                      | Nominada  |
| 1983  | V Premios Balrog                                              | Mejor película de fantasía del salón de la fama     | Ganadora  |
| 1984  | XXXVII Premios BAFTA                                          | Mejores efectos visuales                            | Nominada  |
| 1984  | XV Premios Seiun                                              | Mejor película de ciencia ficción                   | Ganadora  |
| 2008  | XXXIV Premios Saturno                                         | Mejor lanzamiento de clásico cinematográfico en DVD | Nominada  |
| 2008  | Premios del Instituto Cinematográfico Estadounidense          | Mejor largometraje de fantasía                      | Nominada  |

Cristal oscuro recibió el 26 de marzo de 1983 los dos primeros premios (tanto por parte del jurado como del público internacional) en la cuarta edición del Festival de Cine Imaginario y de Ciencia Ficción de Madrid (Imagfic 83). La obra superó en su capacidad espectacular al resto de muestras en la competición.
La cinta fue galardonada en 1983 con el Gran Premio a la mejor película en la undécima edición del Festival Internacional de Cine Fantástico de Avoriaz, así como a la mejor película de fantasía en la décima ceremonia de entrega de los Premios Saturno.
También obtuvo el premio Seiun a la mejor película del año en la vigesimotercera Convención Nacional de Ciencia Ficción de Japón (EZOCON II), que se celebró en Hokkaido del 27 al 29 de julio de 1984.
Junto a otros cuarenta y nueve títulos nominados dentro del género fantástico, Cristal oscuro se alzó como candidata a ocupar un puesto en la lista de los diez mejores largometrajes norteamericanos que publicó el 17 de junio de 2008 el Instituto Cinematográfico Estadounidense.

## Curiosidades
- Cristal oscuro se promocionó como la única película de acción real en la que no aparecía ningún humano. Según Cheryl Henson, su padre era un gran amante de la naturaleza y estaba fascinado con los movimientos de los animales e insectos, con los colores del amanecer, con los sonidos de los grillos en la oscuridad, etc. Su mayor deseo era crear un mundo imaginario donde los humanos no existieran, un lugar habitado únicamente por criaturas jamás conocidas, en el que la diferencia entre animal, planta y mineral fuera casi imperceptible, donde las construcciones fueran triangulares y hubiera tres soles en vez de uno.[22]

- La cinta fue prohibida en los países de religión musulmana por considerar que su contenido era un sacrilegio contra la fe islámica, por lo que todas las copias que circularon en lengua árabe y persa fueron destruidas por los censores.[23][22]

- La mayoría del elenco actoral se componía de bailarines, mimos, payasos y acróbatas. Robbie Barnett, uno de los mimos, caminaba con zancos de tres metros. Un día se los llevó al ensayo y, mientras enseñaba a la gente cómo se andaba sobre ellos, Brian Froud lo vio y empezó a imaginar lo que podría hacerse con cuatro zancos; al poco tiempo, completó el diseño de los zancudos, que, como medida de precaución, llevaban un cable de seguridad conectado a una grúa enorme.[22]

- Los trajes de los soldados garthims eran unas corazas que pesaban alrededor de 27 kilos y, como resultaba extenuante caminar con ellas durante todo el rodaje, se construyeron unos percheros para colgarlas con el actor dentro y, así, poder descansar mientras no se estuviera grabando.[22]

- En principio, los diseños de los skekses estaban basados en los siete pecados capitales. Como los skekses eran diez, aunque uno de ellos moría al principio, se utilizaron pecados repetidos.[22]

- El ilustrador Brian Froud concibió al pueblo de los podlings como un elemento de la tierra y, para crearlos, se basó en las patatas.[22]

- Brian Froud y la diseñadora de marionetas Wendy Midener se conocieron durante la grabación de la película y, posteriormente, se casaron.

- La coreógrafa de los actores que manejaban las marionetas fue Gates McFadden, más conocida como la doctora Beverly Crusher en la serie Viaje a las estrellas: La nueva generación.

- Ken y Roberta Williams obtuvieron una licencia en Sierra Entertainment para crear un videojuego de aventura conversacional basado en el argumento de la película y que llevó el mismo título de esta: Cristal oscuro.

## Críticas
Cristal oscuro ha cosechado, en general, críticas y comentarios favorables, además de contar con una valoración positiva en FilmAffinity e IMDb, que ronda los siete puntos (en una escala de diez).
Considerada una película de culto dentro del género fantástico por su singularidad y belleza escénica, la crítica le otorgó el mérito de haber supuesto una revolución en las técnicas de animación al llevar a las marionetas un paso más allá de todo lo que se había visto en el cine hasta ese momento.
Según las declaraciones de Concha de la Casa, directora del Centro de Documentación de Títeres de Bilbao, «Cristal oscuro es una obra maestra y abrió muchas expectativas al arte de los títeres, porque aportaba, más allá de los dibujos animados, muñecos tridimensionales en la pantalla que llegaban al público».
Conforme a la reseña de El Periódico Mediterráneo, la trama «semeja una parábola de reminiscencias judeocristianas [...] que pretende hablarnos del bien y del mal como dos partes de un mismo ser» y los personajes «resultan más "humanos" que los reales, con los que la bondad y malignidad no podrían alcanzar la misma expresividad que tienen los muñecos».
En el diario La Vanguardia se la describe como «una insólita aventura fílmica» que «supone todo un hito en el cine de animación» y consigue sumergirnos «en un fantástico y a veces inquietante universo repleto de sorpresas», aunque también se censuran sus «altibajos narrativos, un mensaje moralista algo enrevesado y la inevitable concesión al final feliz». En un reportaje concedido a esta publicación, Jim Henson admitió que en la división de los personajes está presente el eterno conflicto de El doctor Jekyll y el señor Hyde, pero aclaró que el mensaje subyacente es «que, para resolver los conflictos, resulta preferible utilizar la negociación y el arbitraje, rehuyendo la violencia».
Algunos expertos han calificado esta obra como el trabajo cinematográfico más incomprendido del maestro Henson. A pesar de utilizar marionetas y haber sido clasificada como apta para todas las edades, ciertos críticos no la consideraron una película dirigida estrictamente al público infantil, quien pudiera no llegar a entender algunas escenas complejas, como los ambientes oscuros y tétricos con los repulsivos skekses, que parecen buitres putrefactos y cometen actos tiránicos, además de los continuos peligros a los que se enfrenta el protagonista.
Otra de las debilidades atribuidas por la crítica a Cristal oscuro ha sido que el argumento pareciera quedar relegado a un segundo plano frente a la suntuosa exhibición de los personajes y las criaturas, animados por sofisticadas técnicas y efectos especiales.

## Ediciones en vídeo
En 1983 la compañía Thorn EMI lanzó por primera vez la película Cristal oscuro en Betamax, VHS y videodisco. Posteriormente, HBO —en 1988— y Jim Henson Video (Buena Vista Home Video) —en 1994— la reeditaron en vídeo y laserdisco de pantalla panorámica.
A partir de 1999 Columbia TriStar Home Video y Jim Henson Home Entertainment comenzaron a distribuir la película en DVD, formato que contiene las filmografías de los directores, los avances cinematográficos, algunas escenas eliminadas y entrevistas con Jim Henson, Frank Oz, Brian Froud, Wendy Midener-Froud, Gary Kurtz y Lyle Conway.
En 2003 se puso a la venta la edición del coleccionista con audio remasterizado digitalmente y vídeo anamórfico, con escenas eliminadas, avances, dibujos y perfiles de los personajes, fichas artísticas y un documental sobre el rodaje.
Sony Pictures publicó en 2007 la edición 25 aniversario en doble DVD, que incluye galerías fotográficas con dibujos y perfiles de los personajes, junto a un material inédito en versión original, como el audiocomentario de Brian Froud, tres reportajes (El mundo del cristal oscuro, Luz en el camino de la creación y Fragmento de ilusión) y escenas eliminadas («El funeral», «Aughra y Jen», «Aughra y los skekses», «El lecho de muerte del emperador», «La fuente de la juventud», «La aldea de los podlings», «La presentación de Kira» y «El nuevo emperador»).
El largometraje se edita desde 2009 en disco Blu-ray, donde se agrega la función «imagen sobre imagen» del guion gráfico, y contiene una introducción del guionista David Odell, el reportaje El libro de Thra, el juego El desafío del cristal, etc. Además, en marzo de 2018 salió al mercado una edición metálica limitada en ultraalta definición 4K, con el nuevo documental El mito, la magia y el legado de Henson, entre otros contenidos extras.

## Adaptaciones literarias
De la mano de Plaza & Janés y Norma Editorial se han editado en español diversas obras literarias relacionadas con la película:
Cristal oscuro (Plaza & Janés, 1983) [ISBN 978-84-01-37146-2]
Anthony Charles H. Smith. Traducción de Montserrat Solanas Mata.
El cuento del cristal oscuro (Plaza & Janés, 1983) [ISBN 978-84-01-70175-7]
Donna Bass y Bruce McNally (ilustración). Traducción de Montserrat Solanas Mata.
Leyendas del cristal oscuro I: Las guerras «garthim» (Norma Editorial, 2008) [ISBN 978-84-9847-592-0]
Barbara Randall Kesel, Heidi Arnhold y Max Kim. Traducción de María Ferrer Simó.
Cristal oscuro: Mitos de la creación. Volumen I (Norma Editorial, 2013) [ISBN 978-84-679-1378-1]
Brian Froud, Brian Holguin, Alex Sheikman y Lizzy John. Traducción de Ernest Riera i Arbussà.
Cristal oscuro: Mitos de la creación. Volumen II (Norma Editorial, 2014) [ISBN 978-84-679-1686-7]
Brian Froud, Joshua Dysart, Alex Sheikman y Lizzy John. Traducción de Ernest Riera i Arbussà.
Cristal oscuro: Mitos de la creación. Volumen III (Norma Editorial, 2016) [ISBN 978-84-679-2443-5]
Brian Froud, Matthew Dow Smith, Alex Sheikman y Lizzy John. Traducción de Ernest Riera i Arbussà.
Cristal oscuro: La historia visual definitiva (Norma Editorial, 2017) [ISBN 978-84-679-2714-6]
Caseen Gaines, Cheryl Henson (prólogo) y Brian y Wendy Froud (introducción). Traducción de Víctor Manuel García de Isusi.
No obstante, en referencia a Cristal oscuro, también existen algunas obras literarias editadas en inglés que aún no se han traducido a la lengua española: The World of the Dark Crystal (1982 y 2003), A Marvel super special: The dark crystal (1982), The making of «The dark crystal»: Creating a unique film (1983), Legends of the dark crystal II: Trial by fire (2010), Characters and races of «The dark crystal» (2010), The dark crystal: The novelization (2014), The dark crystal: Author quest (2014), Shadows of the dark crystal (2016), Song of the dark crystal (2017), The dark crystal tales (2017), The power of the dark crystal (2017- ) [doce volúmenes], The dark crystal: A discovery adventure (2018), The dark crystal: Artist tribute (2018), Beneath the dark crystal (2018- ) [doce volúmenes], Tides of the dark crystal (2018), Aughra's wisdom of Thra (2019), Flames of the dark crystal (2019) y Heroes of the resistance: A guide to the characters of «The dark crystal: Age of resistance» (2019), entre otros títulos de publicaciones en papel, tebeos, revistas, libros electrónicos, etc.